# Bahnstrecke Trenčianska Teplá–Vlárský průsmyk
| Kursbuchstrecke (ZSSK): | 123                  |                                  |                                  |
| Streckenlänge: | 13,240 km            |                                  |                                  |
| Spurweite: | 1435 mm (Normalspur) |                                  |                                  |
| Streckengeschwindigkeit: | 60 km/h              |                                  |                                  |
| |                      |                                  |                                  |
| \| \| \| von Bratislava \| \| \| \| 0 \| Trenčianska Teplá \| Trenčianska Teplá \| \| \| \| nach Žilina \| \| \| \| 3,738 \| Nemšová \| Nemšová \| \| \| \| nach Lednické Rovne \| \| \| \| 7,740 \| Horné Srnie \| Horné Srnie \| \| \| 12,649 \| Staatsgrenze Slowakei-Tschechien \| Staatsgrenze Slowakei-Tschechien \| \| \| 13,240 \| Vlárský průsmyk \| Vlárský průsmyk \| \| \| \| nach Brno \| \| |                      |                                  |                                  |
| Strecke |                      | von Bratislava                   | von Bratislava                   |
| Bahnhof | 0                    | Trenčianska Teplá                | Trenčianska Teplá                |
| Abzweig geradeaus und nach rechts |                      | nach Žilina                      | nach Žilina                      |
| Bahnhof | 3,738                | Nemšová                          | Nemšová                          |
| Abzweig geradeaus und nach rechts |                      | nach Lednické Rovne              | nach Lednické Rovne              |
| Bahnhof | 7,740                | Horné Srnie                      | Horné Srnie                      |
| Grenze | 12,649               | Staatsgrenze Slowakei-Tschechien | Staatsgrenze Slowakei-Tschechien |
| Bahnhof | 13,240               | Vlárský průsmyk                  | Vlárský průsmyk                  |
| Strecke |                      | nach Brno                        | nach Brno                        |

Die Bahnstrecke Trenčianska Teplá–Vlárský průsmyk ist eine eingleisige Hauptbahn in der Slowakei, die ursprünglich durch die priv. österreichisch-ungarische Staatseisenbahngesellschaft (StEG) erbaut und betrieben wurde. Sie führt von Trenčianska Teplá zum Grenzbahnhof Vlárský průsmyk in Tschechien, wo Anschluss an die tschechische Strecke nach Brno (Brünn) besteht. Sie überwindet die Weißen Karpaten (Biele Karpáty) am Wlarapass.

## Geschichte
Entlang des Flüsschens Vlára führte seit Menschengedenken eine Verbindung zwischen der Waagniederung (slowakisch: Považie) und Mähren. Mit dem Bau der Bahnstrecke von Brno über Veselí nad Moravou und Brumov-Bylnice in die Slowakei wurde die Bedeutung des Wlarapasses unterstrichen.
Eröffnet wurde dieser Abschnitt mit der gesamten Strecke Uherský Brod – Trenčianska Teplá am 28. Oktober 1888. Damals war sie eine von gerade einmal drei Eisenbahnverbindungen, die neben den Strecken Břeclav–Kúty und Žilina–Mosty u Jablunkova die Slowakei mit Mähren verband.